# كأس هولندا 1975–76
كأس هولندا 1975–76 (بالهولندية: KNVB beker 1975/76)‏ هو الموسم 58 من كأس هولندا. أشرف على تنظيمه الاتحاد الملكي الهولندي لكرة القدم، وكان عدد الأندية المشاركة فيه 46، وفاز فيه نادي آيندهوفن.